# Richterratschlag
Der Richterratschlag ist eine jährliche Veranstaltung, bei der Richter, Staatsanwälte, aber auch kritische Rechtsanwälte im Republikanischen Anwaltverein und dessen Umfeld und Hochschullehrer ihre Rolle in einer demokratischen Gesellschaft diskutieren. Der Richterratschlag verzichtet bewusst auf eine feste Organisationsstruktur. Die Frankfurter Rundschau beschrieb sie im Jahr 2002 daher als „eine lockere Runde von kritischen Praktikern,  die einmal jährlich für drei Tage zusammenkommt, um über rechtliche  (Fehl-)Entwicklungen und notwendige Reformen zu debattieren“. Seine Teilnehmer verstehen sich als „kritische Juristen“; politisch gehören sie im weitesten Sinne dem linken und alternativen Spektrum an und stehen der Neuen Richtervereinigung und ver.di nahe.

## Geschichte
Die Geschichte des „Richterratschlags“ reicht zurück in die 1970er Jahre, als nach dem Eindruck mancher Richter im Zuge der Terrorismushysterie „einige rechtsstaatliche Sicherungen durchbrannten“. Man wollte „ein Gegengewicht aufbauen … gegen den großen Deutschen Richterbund, der zu jener Zeit noch sehr konservativ gewesen ist.“
Den Anstoß für ein erstes überregionales Treffen im Juni 1980 lieferte eine Tagung der Evangelischen Akademie Bad Boll zum Thema „Justiz und Nationalsozialismus“. Es gab Anstoß zu Diskussionen, wie eine Justiz beschaffen sein müsse, die sich nicht von der politischen Macht durch Drohungen einschüchtern oder durch Verlockungen korrumpieren lässt.
Aus der Mitte der Ratschläge entstanden Initiativen wie der Deutsche Vormundschaftsgerichtstag (1984) und die „Richter und Staatsanwälte für den Frieden“ (1983).
Über die im Jahr 1985 gegründete europäische Richtervereinigung Magistrats Européens pour la Démocratie et les Libertés (MEDEL) werden internationale Kontakte zu Richterorganisationen in Europa gepflegt.
Um die Ergebnisse der Richterratschläge zu dokumentieren und ein Diskussionsforum zu schaffen, das über die Tagungen hinausreichen kann, wurde bereits 1984 die Zeitschrift Betrifft Justiz gegründet.
Die Gründung der Neuen Richtervereinigung im Jahr 1987 aus der Mitte des Ratschlags, der für sich eine feste Organisation ablehnt und jedes Jahr von anderen Organisatoren in einer anderen Region veranstaltet wird, war umstritten.

## Einzelne Veranstaltungen und Positionen
Die Richter-Ratschläge diskutierten Fragen der Berufspraxis und des beruflichen Selbstverständnisses, aber auch gesellschaftliche, ökonomische und politische Konflikte, mit denen die Gerichte konfrontiert werden.
- Bereits 1981 stand der Richterratschlag ganz im Zeichen eines aktuellen politischen Ereignisses: Anlässlich der Demonstration wegen der Schließung des Nürnberger Jugendzentrums KOMM waren sämtliche Teilnehmer – überwiegend Jugendliche und Heranwachsende – verhaftet und von drei Richtern in Fließbandarbeit 140 Haftbefehle ausgefertigt worden. Öffentliche Kritik an diesem Vorgehen wie eine demonstrative Dokumentation des ganzen Prozesses weckten das Interesse von zahlreichen Richtern an der Arbeit des Richterratschlags.[14]
- 1986 befasste sich der Richterratschlag in Schleswig-Holstein mit der Verschärfung des Ausländerrechts und kritisierte die Aushöhlung des Asylrechts.[15][16]
- Gegen Ende der 80er Jahre waren die Themen Tschernobyl, Nuklearrüstung und WAA in Wackersdorf bestimmend.
- Von 1990 an prägten die Vereinigung der deutschen Justiz und ihre Position in der europäischen Justizlandschaft die Themen des jährlichen Ratschlags. Im April 1990 fand in Cuxhaven das erste Zusammentreffen zwischen bundesdeutschen Richtern mit ihren DDR-Kollegen statt.
- Nach den Terroranschlägen am 11. September 2001 auf das World Trade Center in New York hatte bereits der 27. Ratschlag in Weißenhaus an der Ostsee eine Beteiligung der Bundesrepublik an einem völkerrechtswidrigen Krieg gegen Afghanistan eine Absage erteilt.[17] Im darauffolgenden Jahr befasste sich der Ratschlag an der Fachhochschule für Rechtspflege in Bad Münstereifel im November 2002 mit dem Thema „Terrorismus und Recht – internationale und nationale Antworten“. Die Auswirkungen des Terrorismus auf den Rechtsstaat und die Innere Sicherheit waren ebenso Gegenstand des Ratschlags wie die Probleme der sozialen Verantwortung und der Ausgrenzung von Minderheiten.[4][18]
- Am 29. Richterratschlag, der 2003 in Weilburg stattfand, nahmen 180 Juristen teil. Angesichts der zunehmenden Flexibilisierung von Arbeitszeiten diskutierten sie über „‚Recht als Ware‘ im Allgemeinen und speziell  über den ‚Handel mit Arbeitnehmerrechten‘“. Angesichts solcher Entwicklungen im Arbeitsrecht „wirke dabei mitunter ‚so störend  wie das Stoppschild an der freien Kreuzung‘“, hieß es dabei.[2]
- Der 40. Richterratschlag fand 2014 mit dem Thema „Allheilmittel Justiz – sind Risiken und Nebenwirkungen tragbar?“ in Hamburg statt.

Mehrfach verabschiedete der Richterratschlag Resolutionen zu rechtspolitischen Fragen, etwa 2001 zum Krieg in Afghanistan. 2000 forderte er den Rücktritt des brandenburgischen Justizministers Kurt Schelter wegen Eingriffs in die richterliche Unabhängigkeit.

## Sozialrichterratschlag
Bereits seit 1984 findet jährlich der Sozialrichterratschlag statt, der das Konzept des Richterratschlags auf die Sozialgerichtsbarkeit überträgt. Neben der Beschäftigung mit aktuellen rechtspolitischen und gesellschaftlichen Themen aus dem Sozialrecht steht vor allem die kritische Reflexion der richterlichen Arbeit und des eigenen professionellen Selbstverständnisses im Mittelpunkt des Sozialrichterratschlags.

## Einzelbelege
1. ↑  Joachim Perels: Anwaltschaft und demokratische Rechtskultur. In: Kritische Justiz. Band 20, Nr. 1, 1987, S. 59–68, 63, JSTOR:23996312.
2. 1 2  Astrid Hölscher: Handel mit Arbeitnehmerrecht. Juristen diskutieren Deals zwischen  Management und Belegschaft. Frankfurter Rundschau, 3. November 2003, S. 9.
3. ↑  Volker Neumann: „Geronnenes verflüssigen“ - Rechtskritik und politische Praxis der Basisgruppe Jura Heidelberg -. In: Kritische Vierteljahresschrift für Gesetzgebung und Rechtswissenschaft (KritV). Band 92, Nr. 2, 2009, S. 140–151, 151, JSTOR:43202995 (Fußnote 48).
4. 1 2 3  Astrid Hölscher: Spielbergs Fiktion, Denningers Vision. Wenn die Priorität der Prävention ganz  allmählich den vertrauten Rechtsstaat in Frage stellt. In: Frankfurter Rundschau. 6. November 2002. S. 2.
5. ↑  Frank Lansnicker, Richteramt in Deutschland Im Spannungsfeld zwischen Recht und Politik
6. ↑  Joachim Wagner: „Eine Justiz zum Anfassen“. In: Die Zeit. Nr. 33, 13. August 1982 (zeit.de [abgerufen am 26. Oktober 2018]).
7. ↑  Uwe Wesel: Wenn die Linken Schlipse tragen. In: Die Zeit. Nr. 49, 26. November 1998 (zeit.de [abgerufen am 26. Oktober 2018]).
8. ↑  Richter und Staatsanwälte für den Frieden
9. ↑  Homepage MEDEL (Seite nicht mehr abrufbar, festgestellt im Februar 2018. Suche in Webarchiven)
10. ↑  Betrifft Justiz
11. ↑  Jörg Requate: Der Kampf um die Demokratisierung der Justiz: Richter, Politik und Öffentlichkeit in der Bundesrepublik, Campus, 2008, S. 372
12. ↑  Hanno Kühnert: Die neuen Richter: Sie sind demokratischer, humaner, weniger autoritär. In: Die Zeit. 25. März 1988 (zeit.de [abgerufen am 26. Oktober 2018]): „Seit drei Jahren gibt es für Richter eine neue, ungewöhnliche Standeszeitschrift. Sie heißt Betrifft Justiz und kommt in schlichtem, beigem Gewand und DIN-A4-Format daher.“
13. ↑  Jörg Requate: Der Kampf um die Demokratisierung der Justiz: Richter, Politik und Öffentlichkeit in der Bundesrepublik, Campus, 2008, S. 372
14. ↑  Klaus Beer, Hartmut Bäumer: Richterratschlag. In: KJ Kritische Justiz. Band 15, Nr. 2, 31. Mai 1982, ISSN 0023-4834, doi:10.5771/0023-4834-1982-2-173/richterratschlag-jahrgang-15-1982-heft-2 (nomos-elibrary.de [abgerufen am 25. Oktober 2018]).
15. ↑  Ve: Richterkritik an Ausländerpolitik. In: Die Tageszeitung: taz. 5. November 1986, ISSN 0931-9085, S. 4 (taz.de [abgerufen am 26. Oktober 2018]).
16. ↑  ASYL: Offen durchgemogelt. In: Der Spiegel. Band 51, 15. Dezember 1986 (spiegel.de [abgerufen am 26. Oktober 2018]).
17. ↑  Bundeswehr: Friedensinitiativen lehnen Einsatz ab. In: Frankfurter Rundschau. 7. November 2001. S. 2.
18. ↑  Schwierige Herausforderung für demokratische Gesellschaft. In: Kölnische Rundschau. 4. November 2002.
19. ↑  Resolution des 27. Richterratschlags in Weißenhaus vom 4. November 2001 zum Krieg in Afghanistan
20. ↑  Resolution des 26, Richterratschlags vom 30. Oktober 2000 in Villingen
21. ↑  Website des Sozialrichterratschlags